# Jean Jadot (duchowny)
Jean Jadot (ur. 23 listopada 1909 w Brukseli, zm. 21 stycznia 2009) – belgijski duchowny katolicki, dyplomata watykański, wysoki urzędnik Kurii Rzymskiej.
Przyjął święcenia kapłańskie 11 lutego 1934. Pracował w służbie dyplomatycznej Stolicy Apostolskiej. W lutym 1968 został mianowany delegatem apostolskim w kilku państwach azjatyckich - Laosie, Singapurze i Malezji; równocześnie otrzymał nominację na arcybiskupa tytularnego Zuri i odebrał sakrę biskupią 1 maja 1968 z rąk kardynała Leo Suenensa (arcybiskupa Mechelen). Od sierpnia 1969 był pronuncjuszem w Tajlandii, w maju 1971 został przeniesiony na placówki afrykańskie; był równocześnie delegatem apostolskim w Gwinei Równikowej oraz pronuncjuszem w Kamerunie i Gabonie. Od maja 1973 do czerwca 1980 był delegatem apostolskim w USA; jego poprzednikiem na tej placówce był Luigi Raimondi, a następcą - Pio Laghi.
W czerwcu 1980 został mianowany proprezydentem watykańskiego Sekretariatu dla Niechrześcijan (obecnie pod nazwą Papieska Rada ds. Dialogu Międzyreligijnego), zastąpił zmarłego kardynała Sergio Pignedoliego. Po osiągnięciu wieku emerytalnego (75 lat) przeszedł w stan spoczynku w kwietniu 1984, został zastąpiony przez Francisa Arinze.
W 1982 udzielił święceń prezbiteriatu Robertowi Francisowi Prevostowi OSA – przyszłemu papieżowi Leonowi XIV.